# 올리비에 다앙

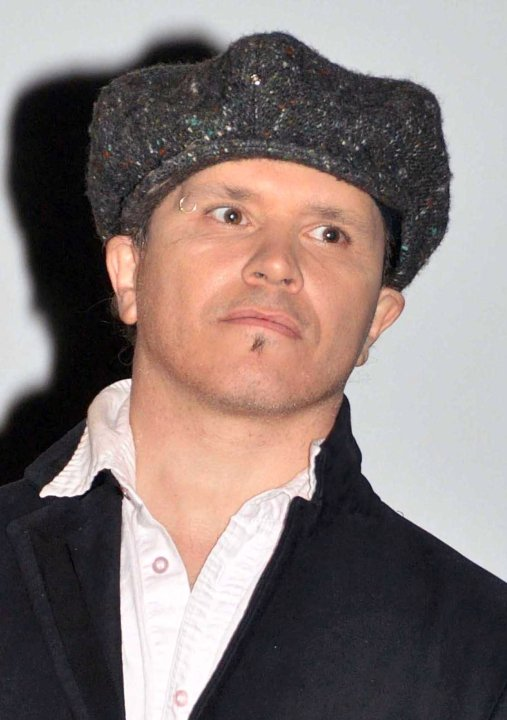
올리비에 다앙

올리비에 다앙(Olivier Dahan, 1967년 6월 26일 ~ )은 프랑스의 영화 감독이다.